# North Bend (Washington)
North Bend az Amerikai Egyesült Államok északnyugati részén, Washington állam King megyéjében elhelyezkedő város. A 2010. évi népszámlálási adatok alapján 5731 lakosa van.
A városban van a Nintendo legnagyobb észak-amerikai üzeme.

## Történet
A térség első lakói a snoqualmie indiánok voltak. Samuel Hancock 1851-ben érkezett ide, mivel szenet keresett a régióban. A Patkanim törzsfőnök által vezetett őslakosok a későbbi háborúban a telepesek mellé álltak. A Pont Elliott-i egyezményt 1855-ben írták alá, azonban az a snoqualmie-knak nem biztosított rezervátumot. Az első állandó fehér bőrű lakos Jeremiah Borst volt.
Az 1862-es Homestead Actnek köszönhetően további telepesek érkeztek. Matts Peterson 1865-ben telepedett le a mai North Bend területén. 1879-ben Peterson lakóházát eladta Borstnak, aki munkavégzésért cserébe azt Will Taylornak ajánlotta fel azt. Taylor a vasútvonal megépültére készülve 1889. február 16-án formálisan is megalapította Snoqualmie települést, azonban később ennek közelében létrejött Snoqualmie Falls; a Seattle, Lake Shore and Eastern Railway nyomására Taylor a helységet Mountain View-ra keresztelte át. Mivel az új névvel kapcsolatban a postának kifogásai voltak, így Taylor választása a település elhelyezkedése miatt végül a North Bend elnevezésre esett. A férfi „soha nem dolgozta fel, hogy településének nevét elvették”.
North Bend 1909. március 12-én kapott városi rangot.

## Éghajlat
A város éghajlata mediterrán (a Köppen-skála szerint Csb).
| Hónap                         | Jan.  | Feb.  | Már.  | Ápr. | Máj. | Jún. | Júl. | Aug. | Szep. | Okt. | Nov.  | Dec.  | Év    |
| ----------------------------- | ----- | ----- | ----- | ---- | ---- | ---- | ---- | ---- | ----- | ---- | ----- | ----- | ----- |
| Rekord max. hőmérséklet (°C)  | 19,4  | 23,9  | 26,7  | 32,2 | 36,1 | 37,2 | 40,0 | 38,9 | 36,7  | 35,0 | 23,9  | 19,4  | 40,0  |
| Átlagos max. hőmérséklet (°C) | 8,3   | 10,0  | 12,2  | 14,4 | 17,8 | 20,6 | 23,9 | 24,4 | 21,1  | 15,6 | 10,6  | 7,2   | 15,5  |
| Átlagos min. hőmérséklet (°C) | 2,2   | 1,7   | 2,8   | 4,4  | 7,8  | 10,6 | 12,2 | 11,7 | 8,9   | 6,1  | 3,3   | 1,1   | 6,1   |
| Rekord min. hőmérséklet (°C)  | −18,0 | −19,4 | −13,3 | −4,4 | −6,1 | −1,7 | −1,1 | 2,2  | −3,9  | −8,9 | −16,7 | −16,1 | −19,4 |
| Átl. csapadékmennyiség (mm)   | 225   | 142   | 159   | 122  | 102  | 75   | 35   | 33   | 72    | 145  | 257   | 215   | 1582  |
| Forrás: The Weather Channel   |       |       |       |      |      |      |      |      |       |      |       |       |       |

## Népesség
A 2010-es népszámláláskor a városnak 5731 lakója, 2210 háztartása és 1487 családja volt. A népsűrűség 509 fő/km2. A lakóegységek száma 2348, sűrűségük 208,5 db/km2. A lakosok 90,7%-a fehér, 0,5%-a afroamerikai, 0,9%-a indián, 1,6%-a ázsiai, 0,1%-a a Csendes-óceáni szigetekről származik, 2,5%-a egyéb, 3,6%-a pedig kettő vagy több etnikumú. A spanyol vagy latino származásúak aránya 6,4% (   )
A háztartások 39%-ában élt 18 évnél fiatalabb. 52,9% házas, 10% egyedülálló nő, 4,4% egyedülálló férfi, 32,7% pedig nem család. 24,8% egyedül élt; 9%-uk 65 éves vagy idősebb. Egy háztartásban átlagosan 2,57 személy élt; a családok átlagmérete 3,1 fő.
A medián életkor 38,7 év volt. A város lakóinak 26,8%-a 18 évesnél fiatalabb, 6,8% 18 és 24 év közötti, 27,6%-uk 25 és 44 év közötti, 29,4%-uk 45 és 64 év közötti, 9,4%-uk pedig 65 éves vagy idősebb. A lakosok 49,3%-a férfi, 50,7%-a pedig nő.

## Közlekedés
A város az Interstate 90 mentén helyezkedik el. A King County Metro és a Snoqualmie Valley Transportation menetrend szerinti és igényalapú buszjáratokat is üzemeltet.

## Kultúra
A McGrath Hotel William Henry Taylor egykori lakóházának helyén található. Jack és Caroline McGrath 1921 októberében vásárolták meg a területet a leendő létesítmény számára. Az étterem 1922-ben nyílt meg, amelyet 1926-ban előtérrel egészítettek ki, később pedig az új emeleten szobákat alakítottak ki. Az épületet egy helyi házaspár 2000-ben megvásárolta és felújította.
A North Bend Theatre 1941. április 9-én nyílt meg. A színházat 1999-ben felújították, 2013-ban pedig a vetítőrendszert 4K felbontású filmek lejátszására is alkalmassá tették.
A Valley Center Stage Community Theater a belvárosban található közösségi színház, amely a lakosoknak is szereplési lehetőséget nyújt.
A Snoqualmie Valley Historical Museum a Snoqualmie-völgyi Történelmi Társaság által működtetett, a régió történelmét bemutató múzeum.
A North Bend Downtown Foundation üzemeltette a városi információs pontot, és a Mountain View galériát, ahol helyi művészek alkotását állították ki. A komplexumot 2019. szeptember 8-án bezárták.

## Fordítás
- Ez a szócikk részben vagy egészben  a   North Bend, Washington című angol Wikipédia-szócikk ezen változatának fordításán alapul.  Az eredeti cikk szerkesztőit annak laptörténete sorolja fel. Ez a jelzés csupán a megfogalmazás eredetét és a szerzői jogokat jelzi, nem szolgál a cikkben szereplő információk forrásmegjelöléseként.